# George McMillan
George Duncan Hastie McMillan, Jr., född 11 oktober 1943 i Greenville, Alabama, död 18 april 2025, var en amerikansk demokratisk politiker. Han var viceguvernör i Alabama 1979–1983. År 1989 grundade han musikfestivalen City Stages i Birmingham som ordnades årligen fram till år 2009.
McMillan avlade 1966 sin kandidatexamen vid Auburn University och 1969 juristexamen vid University of Virginia.
McMillan tjänstgjorde som viceguvernör i fyra år under guvernör Fob James. Han kom på andra plats i demokraternas primärval inför guvernörsvalet 1982. Det året vann George Wallace både primärvalet och guvernörsvalet.